# El cavall blanc (Malèvitx)
El cavall blanc, o l'home i el cavall, és una pintura de Kazimir Malèvitx de 1931. Aquest oli sobre tela representa un home vestit de vermell i negre davant d'un cavall blanc. Es conserva al Museu Nacional d'Art Modern, a París.
Entre 1928 i 1934, Kazimir Malèvitx va retornar a la figuració a través d'una sèrie de pintures sobre temes rurals. Aquest canvi radical, degut a la censura imperant aleshores, anava acompanyat d'una crítica contra la política estalinista i del retrobament amb el món rural. Això és simbolitzat per un home a qui li falta un braç, vestit vom amb una camisola del color del Partit. Si bé Malèvitx fa reviure l'estil de les seves obres de joventut, la composició remet encara als principis que regeixen el suprematisme: superfícies monocromes i formes sintètiques.
| «                  | M'he quedat al camp i penso en l'estiu primitiu | » |
| — Kazimir Malèvitx |                                                 |   |